# Terra Film
Die Berliner Terra Film war eine der größten deutschen Filmproduktionsgesellschaften der 1930er Jahre.

## Unternehmen
Der Filmkonzern entstand am 8. Januar 1920 aus der Umwandlung der Hella Moja Film GmbH in die Terra Film GmbH und der Gründung der Terra Filmverleih GmbH und der Terra Theaterbetrieb GmbH. Im Oktober 1920 wurde die Terra Film Aktiengesellschaft gegründet. Die Terra Film GmbH wurde am 20. Mai 1921 in die Terra Haus GmbH umgewandelt. Am 22. Juni 1922 erwarb die Terra das Atelier und Kopiereinrichtungen der Eiko-Film GmbH in Berlin-Marienfelde. Es wurde als die Terra Glashaus GmbH bis zum September 1929 fortgeführt, dann erfolgte eine Umfirmierung in die Terra-Produktion GmbH. Geschäftsführer aller Firmen war Erich Morawsky in Partnerschaft mit Max Glass oder Alex Wolff, Morawsky und Glass leiteten als Vorstand die Terra Film AG.
Einige Jahre waren die Ullstein AG und die IG Farbenindustrie AG mit 47 % bzw. 50 % des Aktienkapitals Hauptaktionäre. 1928 kaufte letztere den Ullsteinanteil und wurde mit 97 % fast Alleininhaber. 1930 übernahm die Schweizer Familie Scotoni – der mit dem Apollo in Zürich das größte Kino des Landes gehörte – für 1,2 Mio. Reichsmark die Terra Film. Viele der 40 Filme aus der Ära von Ralph Scotoni (der 1933 Mitglied der NSDAP wurde) waren durch nationalsozialistisches Gedankengut geprägt, das auch auf schweizerische Stoffe und Schauplätze übertragen wurde (Wilhelm Tell 1934, Der Springer von Pontresina 1934, Hermine und die sieben Aufrechten 1935). Da die Filme jedoch nicht einmal die Produktionskosten einspielten, verkaufte die Familie Scotoni ihre Beteiligung an der Terra Film im Jahr 1935 und zog sich aus dem Unternehmen zurück.
Im Zuge der Verstaatlichung des Filmwesens wurde die Terra im Juli 1937 zur Terra-Filmkunst GmbH umfirmiert und war nun mehrheitlich im Besitz der staatlichen Cautio Treuhand GmbH. Sie produzierte fortan in den Tempelhofer Ateliers der Ufa-Filmkunst GmbH. 1942 wurde sie der Dachgesellschaft Ufa-Film GmbH (UFI) einverleibt und behielt nur noch formale Selbstständigkeit.
Von Anfang der 1960er bis in die 1980er Jahre trat die West-Berliner Terra-Filmkunst GmbH erneut als Produzent und Koproduzent von mehr als 100 Filmen in Erscheinung.

## Filme
Der erste Film, den die Terra produzierte, war Figaros Hochzeit (1920, Regie: Max Mack). Es folgten Filme wie Christian Wahnschaffe (Urban Gad, 1920/21), Bigamie (Jaap Speyer, 1927) und Königin Luise (Karl Grune, 1927/28).
Ihre Blütezeit erlebte die Terra nach der Umstellung auf den Tonfilm und unter dem Nationalsozialismus. Zwischen 1933 und 1944 produzierte die Terra 120 Spielfilme, darunter Propagandafilme wie Die Reiter von Deutsch-Ostafrika (1934), Hermine und die sieben Aufrechten (1935), Kameraden auf See (1938), Du und ich (1938), Jud Süß (1940) und Fronttheater (1942), aber auch erfolgreiche Unterhaltungsfilme wie Zirkus Renz (1943), Die Feuerzangenbowle (1944) und Große Freiheit Nr. 7 (1944). Der Autor und Dramaturg Fritz Aeckerle (Pseudonym: Hans Rein) wurde, nachdem er Lehrer an der Schule Reimann gewesen war, 1938 Dramaturg bei Terra-Filmkunst, dann in Babelsberg und 1940 Heinz-Rühmann-Produzent bei Terra.

## Regisseure und Produzenten
Hausregisseure der Terra Film waren Boleslaw Barlog, Géza von Bolváry, Peter Paul Brauer, Erich Engels, Kurt Hoffmann, Helmut Käutner, Wolfgang Liebeneiner, Roger von Norman, Rudolf van der Noss, Heinz Paul, Arthur Maria Rabenalt, Günther Rittau, Heinz Rühmann, Herbert Selpin, Hans Steinhoff und Helmut Weiss.
Zu den Produzenten, die bei der Terra Film eigene „Herstellungsgruppen“ unterhielten, gehörten Helmut Beck (Moselfahrt mit Monika), Gustaf Gründgens (Friedemann Bach), Eduard Kubat (Dr. Crippen an Bord, Die goldene Spinne), Otto Lehmann (Jud Süß, Fronttheater, Der grüne Salon), Heinz Rühmann (Der Florentiner Hut, Quax, der Bruchpilot, Ich vertraue Dir meine Frau an, Quax in Afrika, Die Feuerzangenbowle, der unvollendete Sag’ die Wahrheit), Viktor von Struve (Opernball, Rosen in Tirol, Andreas Schlüter, Die Fledermaus), E. G. Techow (Rembrandt), Hans Tost (Nanu, Sie kennen Korff noch nicht?, Wir machen Musik, Große Freiheit Nr. 7) und Walter Tost (Im Namen des Volkes, Blutsbrüderschaft, Zirkus Renz).